# Constitution égyptienne de 1971
Pour les articles homonymes, voir Constitution de la République arabe d'Égypte et Constitution de l'Égypte.
Constitution égyptienne de 1964 Constitution égyptienne de 2012
La Constitution égyptienne de 1971 est la loi fondamentale de l'Égypte de 1971 à 2012. Adoptée le 11 septembre 1971 après un référendum, elle a été amendée à plusieurs reprises (1980, 2005 et 2007). Elle garantit notamment l'indépendance du système judiciaire, l'égalité des chances pour tous les citoyens, la propriété privée et le multipartisme. Elle constitue toutefois un net recul pour les femmes, l'égalité entre hommes et femmes n'étant plus garantie que dans la limite où elle est en accord avec la sharia. 
Le 13 février 2011, la constitution est provisoirement suspendue, conséquence de la révolution survenue dans le pays. Elle est finalement abrogée en 2012 et remplacée par la constitution de 2012.

## Contexte

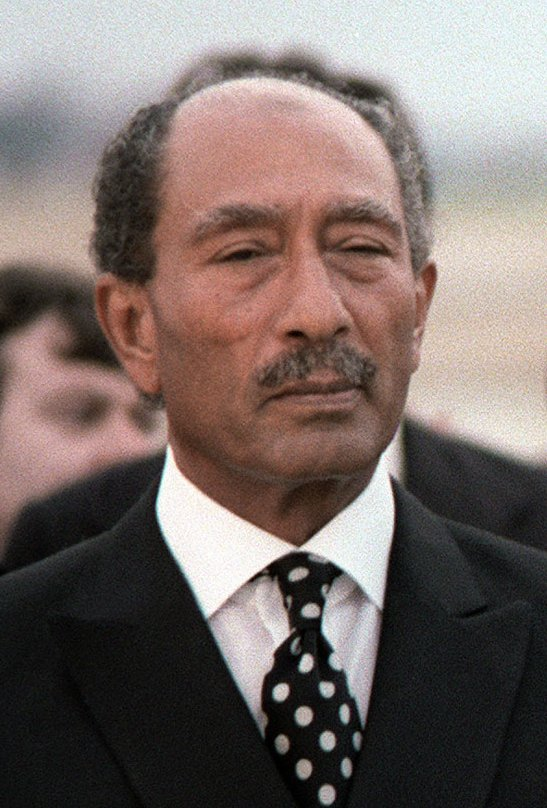
Le président Anouar el-Sadate fait adopter la constitution de 1971.

Au mois de mars 1964, le président Nasser fait adopter une nouvelle Constitution (provisoire) renforçant le caractère socialiste du régime. C'est ainsi que l'article 3 consacre l'Union socialiste arabe (parti unique créé en 1962) comme « instance de représentation du peuple ». Le président se voit octroyer le droit de nommer directement 10 députés à l'assemblée du Peuple, instance formée de 350 députés dont la moitié doit être constituée  « d'ouvriers et paysans ». Une partie des circonscriptions électorales sont fusionnées, chacune d'entre elles étant représentée par deux députés (dont au moins un « ouvrier ou paysan »). 
En 1971, le président Anouar el-Sadate fait rédiger une nouvelle Constitution, se voulant plus démocratique : cette dernière, plusieurs fois amendée, reste en vigueur jusqu'en 2012. Formée de 211 articles répartis en 7 chapitres (le dernier, rajouté en 1980, est désigné sous le nom de « Nouvelles dispositions »), elle est approuvée par référendum le 11 septembre 1971. 
Elle consacre théoriquement le retour au multipartisme et donne plus d'importance à la vie parlementaire, mais conserve les orientations socialistes de la précédente. Se voulant « La constitution égyptienne permanente » lors de sa rédaction, elle est amendée une première fois en 1980 par Anouar al-Sadate et deux fois, en 2005 et 2007, par Hosni Moubarak. Des amendements supplémentaires sont promis par ce dernier en 2011, alors que le pays est secoué par d'importantes manifestations, mais ces promesses ne suffisent pas à endiguer la crise, et le président est contraint à la démission.

## Présentation
La Constitution égyptienne met l'accent sur l'unité arabe, le socialisme, le progrès politique et social, la paix et la liberté. L'article 1 proclame que « La République arabe d'Égypte est un État socialiste démocratique fondé sur l'alliance des forces populaires laborieuses » mais aussi que « Le peuple égyptien fait partie de la Nation arabe et œuvre pour réaliser son unité totale ». La place de l'islam est définie dans l'article 2, qui dispose que « L'islam est la religion de l'État dont la langue officielle est l'arabe; les principes de la loi islamique constituent la source principale de législation »; mais l'article 46 précise que « L'État garantit la liberté de croyance et la liberté de l'exercice du culte » à tous les citoyens (voir à ce sujet Droit constitutionnel en Égypte). 

Armes de la République arabe d'Égypte

L'article 4 indique que « Le fondement économique de l'État est le système socialiste démocratique basé sur l'autosuffisance et l'équité »; l'article 59 indique en outre que « La protection et le renforcement des acquis socialistes est un devoir national ». Les droits du peuple sont garantis par un procureur général socialiste, « responsable des mesures à prendre pour garantir les droits du peuple, la sécurité de la société et de son régime politique, et pour sauvegarder les acquis socialistes et le comportement socialiste » (article 179). 
Le multipartisme est garanti par la Constitution : « Le système politique en République arabe d'Égypte est basé sur le multipartisme dans le cadre des éléments de base et des principes fondamentaux de la société égyptienne, proclamée dans la Constitution ». La constitution garantit en outre le principe de la séparation des pouvoirs (exécutif, parlementaire et judiciaire). Le pouvoir législatif est assuré par l'assemblée du Peuple (article 86), assemblée composée de 350 députés, dont la moitié doit être composée « d'ouvriers et de paysans ». Le président de la République peut nommer directement un maximum de dix membres (article 87).
Un chapitre entier est consacré aux libertés (Des libertés, des droits et des devoirs publics). Plusieurs articles affirment que « La liberté personnelle est un droit naturel; elle est inviolable » (article 41); que « Tout citoyen arrêté, détenu ou dont la liberté aurait été restreinte doit être traité d'une manière sauvegardant sa dignité humaine. Il est interdit de le maltraiter physiquement ou moralement » (article 42). D'autres insistent sur la préservation de la vie privée, « inviolable et protégée par la loi », et sur l'inviolabilité des correspondances (article 45). Enfin, « La liberté d'opinion est garantie » (article 47), tout comme la liberté de la presse (article 48) et le droit de réunion « dans l'ordre, sans être armés » (article 54). Dans les faits, cependant, nombre de ces dispositions sont mises à mal par les lois sur l'état d'urgence, promulguées en 1981 et toujours en vigueur jusqu'à présent.

## Les différents pouvoirs
La branche exécutive est représentée par le président de la République, qui « assume le pouvoir exécutif et l'exerce de la manière prescrite par la Constitution », le (ou les) vice-président(s), le Premier ministre, le cabinet des ministres et les administrations locales. Le président, garant des institutions (article 73), nomme le Premier ministre (choisi au sein du parti ayant le plus grand nombre de sièges à l'assemblée), qu'il peut révoquer sans l'assentiment du parlement.
Le président de la République est élu « au scrutin secret général direct » pour un mandat de 6 ans, renouvelable indéfiniment. Il doit « être égyptien, de père et de mère égyptiens, jouir de ses droits civils et politiques et être âgé de quarante ans au moins » (article 75). Il est le chef suprême des forces armées (article 150) et a le pouvoir de dissoudre le parlement, mais doit dans ce cas convoquer des élections dans les 60 jours. S'il est dans l'impossibilité temporaire d'exercer ses fonctions, il peut déléguer ses pouvoirs au vice-président (article 82). En cas de démission ou d'incapacité permanente à exercer ses fonctions, la Constitution fait du président de l'Assemblée du peuple le garant de la transition, dans l'attente de nouvelles élections. Dans le cas d'une dissolution de l'assemblée du Peuple, c'est alors au président de la Cour suprême d'assurer l'intérim (article 84). Des élections présidentielles doivent, dans tous les cas, se tenir dans les 60 jours.
La branche législative est représentée par les deux chambres du parlement : l'Assemblée du peuple (ou chambre basse) et le Conseil consultatif (ou chambre haute). L'Assemblée du peuple est élue pour une durée de 5 ans (article 92). Elle est convoquée en assemblée extraordinaire au moins une fois par an, ou chaque fois que la situation l'exige.
La branche judiciaire est représentée par les magistrats, qui sont indépendants (article 165). La constitution indique qu'« Aucune autorité ne peut s'ingérer dans les procès et les affaires de la justice » (article 166). La  Haute Cour constitutionnelle, « corps judiciaire indépendant et autonome » (article 174) « assume, à l'exclusion de tous autres, le contrôle judiciaire de la constitutionnalité des lois et des règlements, et l'interprétation des textes législatifs de la manière prévue par la loi » (article 175).